# Baltasar Colombo
Baltasar Colón o Baltasar Colombo va ser un cavaller italià del segle xvi, pertanyent a la noble família de Cuccaro i Conzano, establerta al ducat de Monferrato (Piemont) que va venir a Espanya al·legant drets a la successió de Colom, i va sostenir un litigi que va arribar a revestir gran importància.
En suport de les seves pretensions va exihibir un arbre genealògic de la seva família al qual apareixia un Domingo Colombo, senyor de Cuccaro, que suposava ser el pare del gran navegant, i va presentar testimonis en suport de les seves pretensions que afirmaven saber d'oïdes que tant Cristòfor Colom com els seus germans havien nascut al castell de Cuccaro, del qual van escapar sent molt joves. El Consell d'Índies va rebutjar la demanda per basar la seva prova en testimonis que només sabien d'oïdes dels fets al·legats i per demostrar-se que el tal Domingo, que figurava entre els seus avantpassats, havia mort en 1456, segons confessió pròpia, mentre que el pare de l'almirall vivia encara en 1486.
Baltasar va morir a Espanya sense haver obtingut ni tan sols que se li atorgués alguna quantitat com aliments en virtut de la mana que va deixar Colom a favor dels seus parents pobres, el que no ha impedit que els seus descendents lleguin encara els seus pretesos drets a la successió del descobriment d'Amèrica.